# Raych Seldon
Raych Seldon es un personaje ficticio en la Saga de la Fundación de Isaac Asimov. Es el hijo adoptado de Hari Seldon y Dors Venabili, los personajes principales en los dos primeros libros de la saga. Vivía en los suburbios de Billibottom, parte del Sector de Dahl en el planeta Trántor, capital del Imperio Galáctico. Se casó con Manella Dubanqua, una agente de la policía secreta que le ayudó a prevenir el asesinato de Hari Seldon. Ambos tuvieron dos hijas, Wanda y Bellis.
Cuando Raych tenía 12 años, Hari Seldon y Dors Venabili, escapando de Eto Demerzel, acabaron en el pobre sector de Dahl. En su búsqueda de la solución práctica para la psicohistoria, Hari necesitaba información sobre los rumores del planeta único y originario de la humanidad, la Tierra. Se enteró de que Mamá Rita, una anciana adivina de Billibottom, tenía información sobre ese planeta. Necesitando encontrar a esta mujer, Seldon consiguió la ayuda de Raych tras pequeñas negociaciones, quien accedió para mostrarle el camino hasta Mamá Rita. Por el camino, Raych les mostró cómo eran los fundamentos de su sociedad y unos cuantos escondites en las alcantarillas. Raych fue un valioso guía en quien valía la pena confiar durante su paso por Billibottom. Conforme las cosas empezaron a empeorar en Dahl, Dors y Hari fueron trasladados al Sector de Wye junto con Raych. En Wye fueron recibidos por Rashelle, la alcaldesa de Wye. Como toda la gente importante que andaba buscándole, Rashelle quería hacer uso de su psicohistoria. De la misma forma que siempre, Hari explicó su convencimiento de que era imposible utilizarla. Fue por eso que Rashelle envió soldados para capturar a los dos. Raych, que trató de defenderlos, recibió una intensa descarga de dolor por un látigo neurótico en el hombro. Como acto de gratitud, Hari y Dors adoptaron a Raych.
Ocho años después, cuando Hari tenía 40 años y Raych 20, un peligroso político popular, llamado Laskin Joranum, intentó apoderarse del poder, lo que hubiera supuesto el desmantelamiento del Imperio. Hari reconoció el pelo artificial de Joranum debido al tiempo que estuvo en el Sector de Micógeno durante La Huida. En ese momento se dio cuenta de que Joranum era un desterrado de ese sector, decidiendo usar esa baza para desbaratar sus planes. Ordenó a Raych, que al ser originario de Dahl estaba de acuerdo con la filosofía popular de Joranum, que pretendiera ser un seguidor de Joranum para luego poder traicionarle. El plan de Seldon era revelar a Joranum que el Primer Ministro Eto Demerzel era un robot. Joranum se creyó lo anterior por dos razones:
1. Demerzel era realmente un robot y no podía dar ningún signo de que fuera lo contrario.
2. Raych parecía emanar un aura de confianza (esto se cree que era una forma rudimentaria de la manipulación mental que podía utilizar su hija Wanda).

Joranum utilizó la roboticidad de Demerzel como la parte principal de su campaña política. Al principio la idea sonaba ridícula, pero poco a poco la gente la empezó a tomar en consideración y pedía una prueba a Demerzel que demostrara su humanidad. Finalmente, en uno de los discursos de Demerzel, uno de los periodistas preguntó: "¿Es Ud. un robot?", produciendo una carcajada muy humana en el Primer Ministro. Demerzel estuvo practicando y mejorando esa carcajada con Dors Venabili, la esposa de Hari. Después de este espectáculo nadie volvió a creer que fuera un robot, ya que era parte del acervo cultural que los robots no podían reír. La campaña de Joranum se vino abajo y fue entregado a Amo del Sol Catorce, líder espiritual de Micógeno, por haber sido un traidor a su cultura. El Emperador Galáctico Cleón I, influenciado por los consejos de Hari Seldon, exilió a Joranum al planeta donde éste decía que había nacido, Nishaya. Demerzel dimitió de su puesto como Primer Ministro, dejando el cargo a Hari Seldon.
Diez años después, el brazo derecho de Joranum, Gambol Deel Namarti, volvió a formar la conspiración contra Cleón I, aliado esta vez con el nuevo Alcalde de Wye, Gleb Andorin. Seldon volvió a confiar en Raych para infiltrarse en la organización y desmantelarla. Para prevenir un posible reconocimiento por parte de los antiguos miembros de la conspiración, Raych tuvo que disfrazarse y pretendió ser un joranumita llamado Planchet. Mientras estaba en la misión conoció a Manella Dubanqua y se enamoró de ella. Manella le presentó a Gleb Andorin, quien aceptó a Raych (bajo el nombre de Planchet). Andorin lo llevó frente a Namarti, quien sin embargo, no se dejó convencer por el disfraz y reconoció a Raych, a quien usaría en sus planes contra Seldon.
El plan consistía en usar la jubilación del Jefe de Jardineros y el de los trabajadores a su mando para introducir nuevos jardineros que fueran activos en la organización clandestina. Entre ellos estaba Raych. En el discurso de bienvenida a los nuevos trabajadores que era pronunciado por Hari Seldon y Mandell Gruber, el nuevo Jefe de Jardineros, uno de los recién llegados sacaría un desintegrador y mataría a Seldon.
En el almuerzo, justo antes del discurso, Andorin ordenó a Raych que hiciera el trabajo. Por supuesto, éste se negó, ya que siempre había dejado claro que haría cualquier cosa por el movimiento joranumita menos matar. Sin embargo, Andorin había estado drogando la comida de Raych con una sustancia que producía desesperanza en el consumidor, lo que le impedía desobedecer órdenes. Andorin redujo a Raych y pronto estarían ambos en la ceremonia.
El plan casi funcionó. Sin embargo, otro de los nuevos jardineros, Manella Dubanqua, un agente secreto, disparó a Andorin antes de que pudiera ordenar a Raych que matara a su padre. Después de que todos los presentes huyeran de la escena, quedó una persona que pasó desapercibida. Mandell Gruber cogió el desintegrador de Andorin y mató al Emperador Cleón I. Gruber no quería convertirse en Jefe de Jardineros porque quería estar al aire libre y tener contacto directo con las plantas. Ser Jefe de Jardineros era un cargo administrativo que no ofrecía posibilidad de seguir su vida al aire libre y por eso, en un acto sin sentido, decidió matar al Emperador para impedirlo. Aparentemente no cayó en la cuenta de que sería inmediatamente ejecutado.
Después de recuperarse de los efectos de la droga, Raych se casó con Manella. Poco después tuvieron dos hijas, Wanda y Bellis. Cuando Seldon contaba 70 años, Raych se convirtió en su guardaespaldas personal. Seis años después, Hari Seldon, con 76 años, fue perdiendo los fondos económicos y con ellos la oportunidad de llevar a cabo el Proyecto Seldon en la Universidad de Streeling. Raych decidió mudarse a otra universidad, la de Santanni. Sin embargo, el planeta Santanni estaba a 9.000 parsecs de Trantor y la tozudez de Seldon para trasladarse acabó separándoles. Algunos años después Santanni se rebeló contra el Imperio. Raych murió en un bombardeo por los rebeldes, no queriendo perderse una batalla (un rumor dice que su hija Bellis está relacionada con el personaje de Gaia, Bliss).
- Datos: Q3930658